# Gamasomorpha mornensis
Gamasomorpha mornensis är en spindelart som beskrevs av Benoit 1979. Gamasomorpha mornensis ingår i släktet Gamasomorpha och familjen dansspindlar.
Artens utbredningsområde är Seychellerna. Inga underarter finns listade i Catalogue of Life.